# Kimi to koi no mama de owarenai itsumo yume no mama ja irarenai/Barairo no jinsei
Kimi to koi no mama de owarenai itsumo yume no mama ja irarenai/Barairo no jinsei (jap. きみと恋のままで終われない いつも夢のままじゃいられない/薔薇色の人生) – czterdziesty drugi singel japońskiej piosenkarki Mai Kuraki, wydany 20 marca 2019 roku. Został wydany w pięciu edycjach: regularnej, dwóch limitowanych 9A i B), FC & Musing Edition oraz „Detektyw Conan”. Utwór Kimi to koi no mama de owarenai itsumo yume no mama ja irarenai został wykorzystany jako 59 ending (odc. 928~951) anime Detektyw Conan, podczas gdy Barairo no jinsei posłużył jako 49 opening (odc. 927~940) tego anime.
Singel osiągnął 4 pozycję w rankingu Oricon i pozostał na liście przez 17 tygodni, sprzedał się w nakładzie 37 478 egzemplarzy.

## Lista utworów
| CD (edycja regularna, limitowana A, „Detektyw Conan”) | CD (edycja regularna, limitowana A, „Detektyw Conan”) | CD (edycja regularna, limitowana A, „Detektyw Conan”) | CD (edycja regularna, limitowana A, „Detektyw Conan”) | CD (edycja regularna, limitowana A, „Detektyw Conan”) | CD (edycja regularna, limitowana A, „Detektyw Conan”) |
| Nr                                                    | Tytuł utworu | Tekst                                                 | Kompozycja                                            | Aranżacja                                             | Długość                                               |
| ----------------------------------------------------- | --- | ----------------------------------------------------- | ----------------------------------------------------- | ----------------------------------------------------- | ----------------------------------------------------- |
| 1.                                                    | „Kimi to koi no mama de owarenai itsumo yume no mama ja irarenai” (jap. きみと恋のままで終われない いつも夢のままじゃいられない)                                                              | Mai Kuraki                                            | Daisuke Nakamura                                      | Daisuke Nakamura                                      |                                                       |
| 2.                                                    | „Barairo no jinsei” (jap. 薔薇色の人生) | Mai Kuraki                                            | Akihito Tokunaga                                      | Akihito Tokunaga                                      |                                                       |
| 3.                                                    | „Kimi to koi no mama de owarenai itsumo yume no mama ja irarenai” (jap. きみと恋のままで終われない いつも夢のままじゃいられない) (Instrumental)                                               | Mai Kuraki                                            | Daisuke Nakamura                                      | Daisuke Nakamura                                      |                                                       |
| 4.                                                    | „Barairo no jinsei” (jap. 薔薇色の人生) (Instrumental) | Mai Kuraki                                            | Akihito Tokunaga                                      | Akihito Tokunaga                                      |                                                       |
| 5.                                                    | „Kimi to koi no mama de owarenai itsumo yume no mama ja irarenai ~TinyVoice Remix~” (jap. きみと恋のままで終われない いつも夢のままじゃいられない ～TinyVoice Remix～) (tylko wer. regularna) | Mai Kuraki                                            | Daisuke Nakamura                                      | Daisuke Nakamura                                      |                                                       |

| CD (edycja limitowana B) | CD (edycja limitowana B) | CD (edycja limitowana B) | CD (edycja limitowana B) | CD (edycja limitowana B) | CD (edycja limitowana B) |
| Nr                       | Tytuł utworu | Tekst                    | Kompozycja               | Aranżacja                | Długość                  |
| ------------------------ | --- | ------------------------ | ------------------------ | ------------------------ | ------------------------ |
| 1.                       | „Barairo no jinsei” (jap. 薔薇色の人生) | Mai Kuraki               | Akihito Tokunaga         | Akihito Tokunaga         |                          |
| 2.                       | „Kimi to koi no mama de owarenai itsumo yume no mama ja irarenai” (jap. きみと恋のままで終われない いつも夢のままじゃいられない)                | Mai Kuraki               | Daisuke Nakamura         | Daisuke Nakamura         |                          |
| 3.                       | „Barairo no jinsei” (jap. 薔薇色の人生) (Instrumental)                                                                                          | Mai Kuraki               | Akihito Tokunaga         | Akihito Tokunaga         |                          |
| 4.                       | „Kimi to koi no mama de owarenai itsumo yume no mama ja irarenai” (jap. きみと恋のままで終われない いつも夢のままじゃいられない) (Instrumental) | Mai Kuraki               | Daisuke Nakamura         | Daisuke Nakamura         |                          |

| DVD (edycja limitowana A) | DVD (edycja limitowana A) | DVD (edycja limitowana A) |
| Nr                        | Tytuł utworu | Długość                   |
| ------------------------- | --- | ------------------------- |
| 1.                        | „Kimi to koi no mama de owarenai itsumo yume no mama ja irarenai” (jap. きみと恋のままで終われない いつも夢のままじゃいられない) (Music Video)) |                           |

| DVD (edycja limitowana B) | DVD (edycja limitowana B)                              | DVD (edycja limitowana B) |
| Nr                        | Tytuł utworu                                           | Długość                   |
| ------------------------- | ------------------------------------------------------ | ------------------------- |
| 1.                        | „Barairo no jinsei” (jap. 薔薇色の人生) (Music Video)) |                           |

| DVD (edycja „Detektyw Conan”) | DVD (edycja „Detektyw Conan”)                                    | DVD (edycja „Detektyw Conan”) |
| Nr                            | Tytuł utworu                                                     | Długość                       |
| ----------------------------- | ---------------------------------------------------------------- | ----------------------------- |
| 1.                            | „«Meitantei Conan» tokuten eizō” (jap. 「名探偵コナン」特典映像) |                               |

## Notowania
| Lista                             | Pozycja |
| --------------------------------- | ------- |
| Oricon Weekly Singles Chart       | 4       |
| Billboard Japan Hot 100           | 13      |
| Billboard Japan Top Singles Sales | 7       |